# Carstian Luyckx

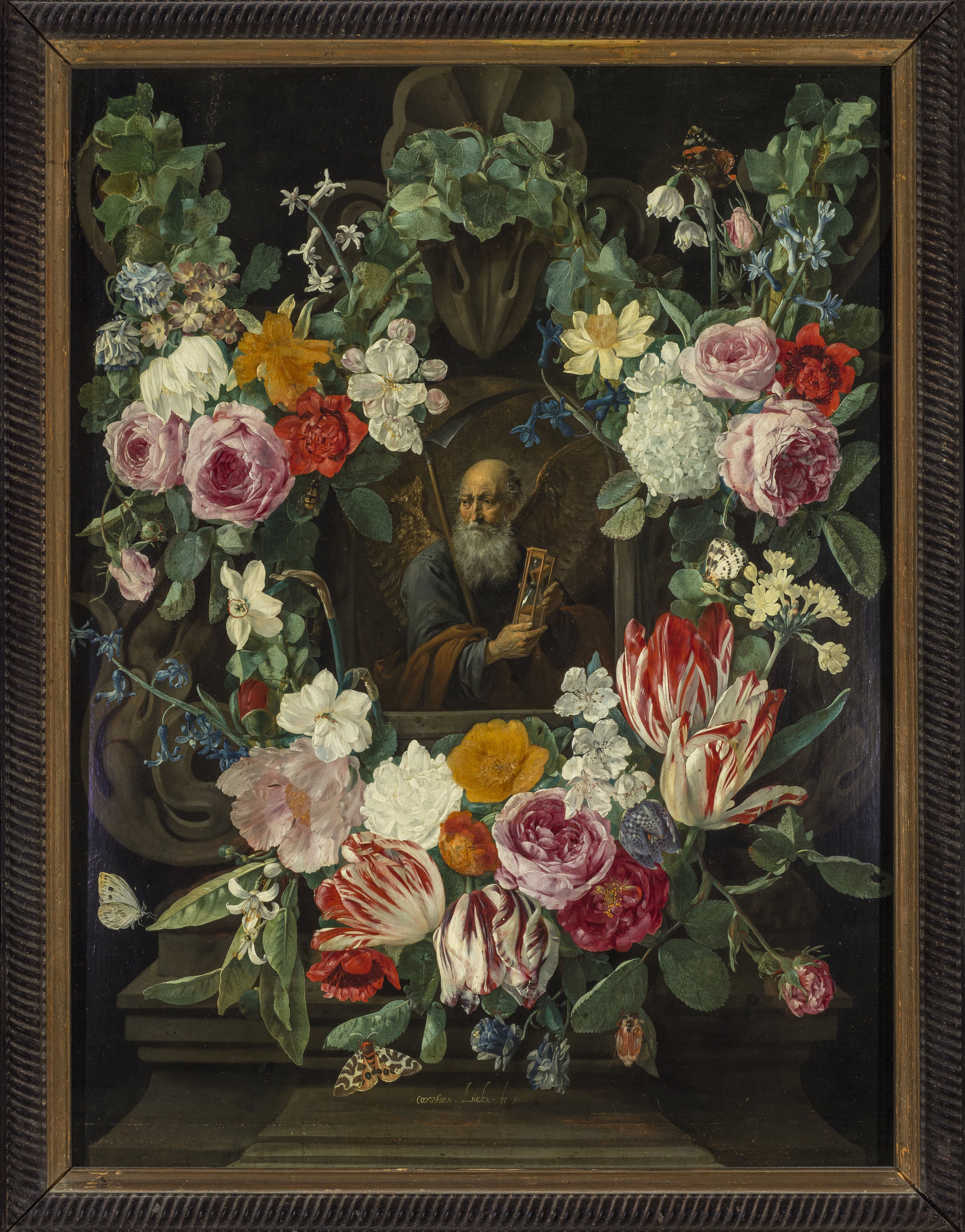
Carstian Luyckx (Blumen) & David Teniers II (?, Figur): Personifikation der Zeit in einer Blumengirlande, sign. & dat. 1650, Öl auf Holz, 74,5 × 55 cm, Nationalmuseum Warschau

Carstian Luyckx (Vorname auch: Carstiaen, Cartiaen, Cerstiaen, Kerstiaen, Christiaan, Christian; Nachname auch: Luycx, Luykx, Lucks, Lukx, Lux; * getauft am 17. August 1623 in Antwerpen; † nach 1658/1678) war ein flämischer Stilllebenmaler.
Sein Name ist in zahlreichen Varianten überliefert, er selber signierte seine Gemälde mit „Carstian Lu(y)ckx“. Obwohl er seinen Vornamen mit C schrieb, werden ihm auch Gemälde mit dem Monogramm „KL“ zugeordnet.

## Leben
Er war ein Sohn von David Luycx und Margriet Cloot, die beide nicht sehr alt wurden; seine verwitwete Mutter heiratete 1637 zum zweiten Mal und starb 1639, als Carstian 16 Jahre alt war.
Im selben Jahr 1639 wurde er Schüler von Philippe de Marlier und arbeitete von 1642 bis 1644 in der Werkstatt von Frans Francken III. 1644 unternahm Luyckx eine Reise nach Lille, kehrte aber bald wieder nach Antwerpen zurück, wo er 1644–45 als Meister in der Lukasgilde eingetragen wurde.
Bereits 1646 erhielt er Aufträge des spanischen Königs Philipp IV., genaueres ist darüber jedoch nicht bekannt.
Am 27. Mai 1645 heiratete er Geertruid Jansens van Kilsdonck, mit der er eine Tochter hatte. Nach dem frühen Tode seiner ersten Frau heiratete er am 24. September 1648 Maria Matthijssens.
Am 2. Mai 1648 gab Luyckx dem Chirurgen Jaspar de Maerschalck ein Gemälde als Bezahlung für eine medizinische Behandlung.
Zuletzt ist er am 24. Februar 1658 dokumentiert, als er unter einem Inventar eine Unterschrift als Zeuge hinterließ.
Sein Todesjahr ist nicht bekannt.

## Werk

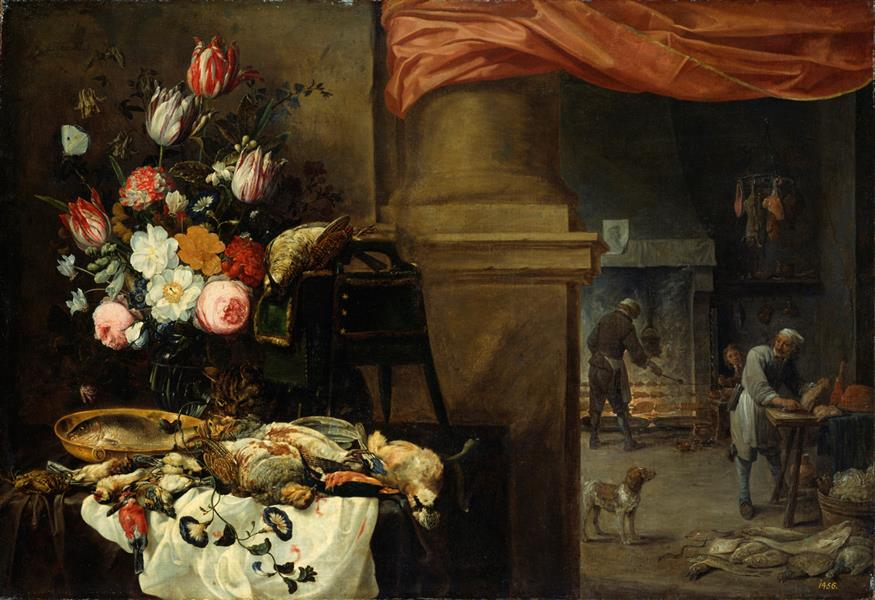
C. Luyckx (Vögel), N. van Verendael (Blumen), D. Teniers II (Küchenszene): In der Küche, sign., Öl auf Leinwand, 83 × 120 cm, Galerie Alte Meister, Dresden

Carstian Luyckx schuf verschiedene Arten von Stillleben und ist besonders als exzellenter Maler von Blumen und von Tieren, unter anderem von Vögeln, bekannt. Er nahm Anregungen von Frans Snyders und Jan Fyt, zuweilen auch von Jan Davidsz. de Heem, auf. Bei signierten Werken ist sein Stil malerisch, weich, wirkt etwas „mürbe“ und rustikal, das Kolorit ist warm mit einer leichten Tendenz zum Bräunlichen. In seiner Blumenmalerei ist er grundsätzlich von Daniel Seghers beeinflusst, aber mit persönlichen Akzenten, die Blumen sind genau und in leuchtenden Farben dargestellt, Rosen tendenziell in einem Purpurrosa.
Mehrfach arbeitete er mit David Teniers d. J. zusammen, u. a. bei einer Blumengirlande mit Madonna von 1650. Das berühmte Gemälde In der Küche in der Galerie Alte Meister in Dresden malte er gemeinsam mit Teniers (Küchenszene) und Nicolaes van Veerendael (Blumen); dabei schuf Luyckx ein Stillleben toter Vögel im linken Vordergrund. Alle drei Maler signierten ihren Beitrag.
Auf welcher Grundlage Carstian Luyckx mit dem Monogrammisten KL identifiziert wird, ist nicht ganz klar. Ähnliches gilt für zahlreiche unsignierte Vanitas-Stillleben, die ihm mittlerweile zugeschrieben werden.

## Galerie

Tote Vögel und eine Katze, sign., Öl auf Holz, 28,7 × 38,5 cm, Königliches Museum der Schönen Künste, Antwerpen
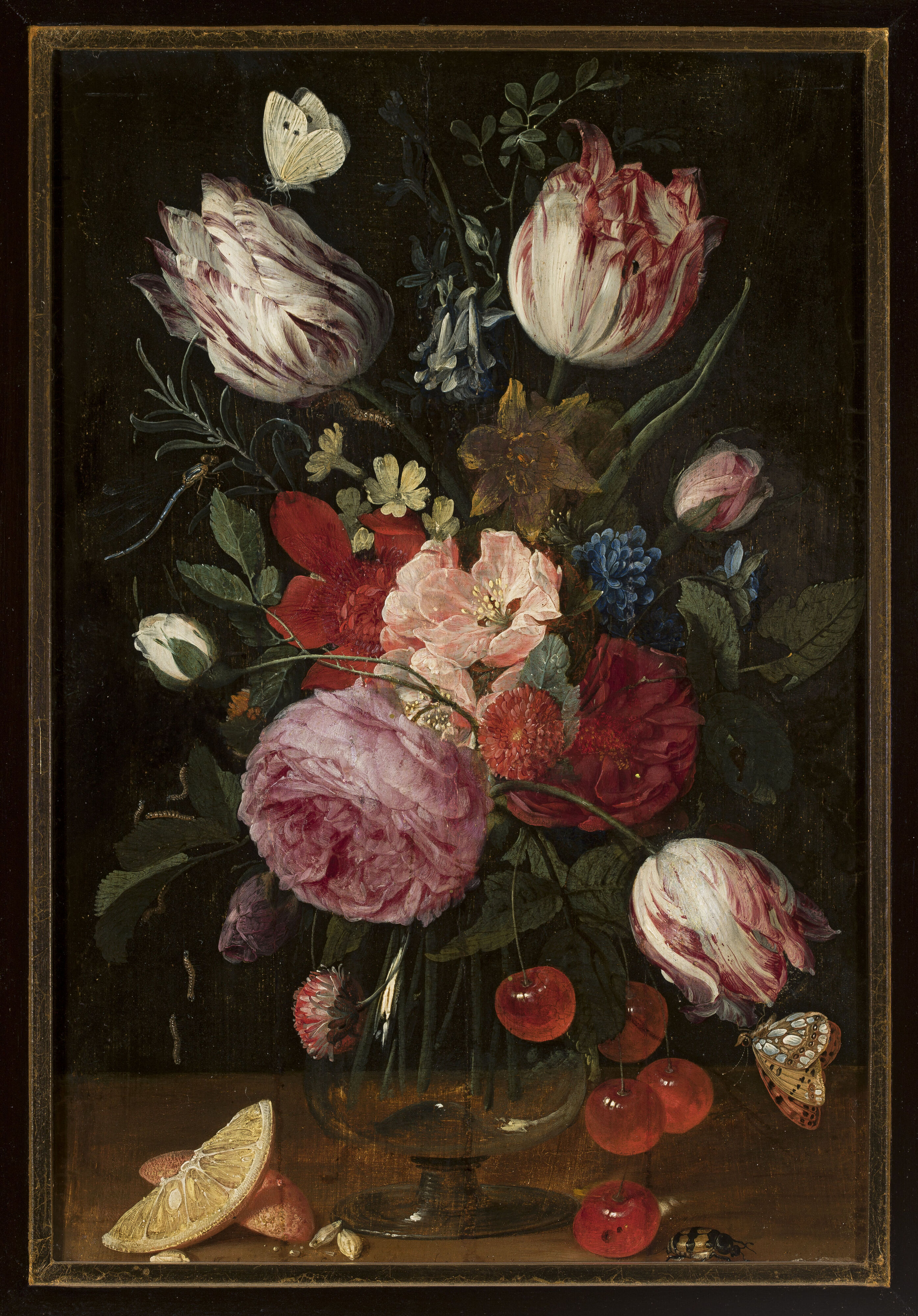
Blumen in Glasvase mit Kirschen und Zitronenscheibe, sign., Öl auf Holz, 35 × 24 cm, Nationalmuseum Warschau
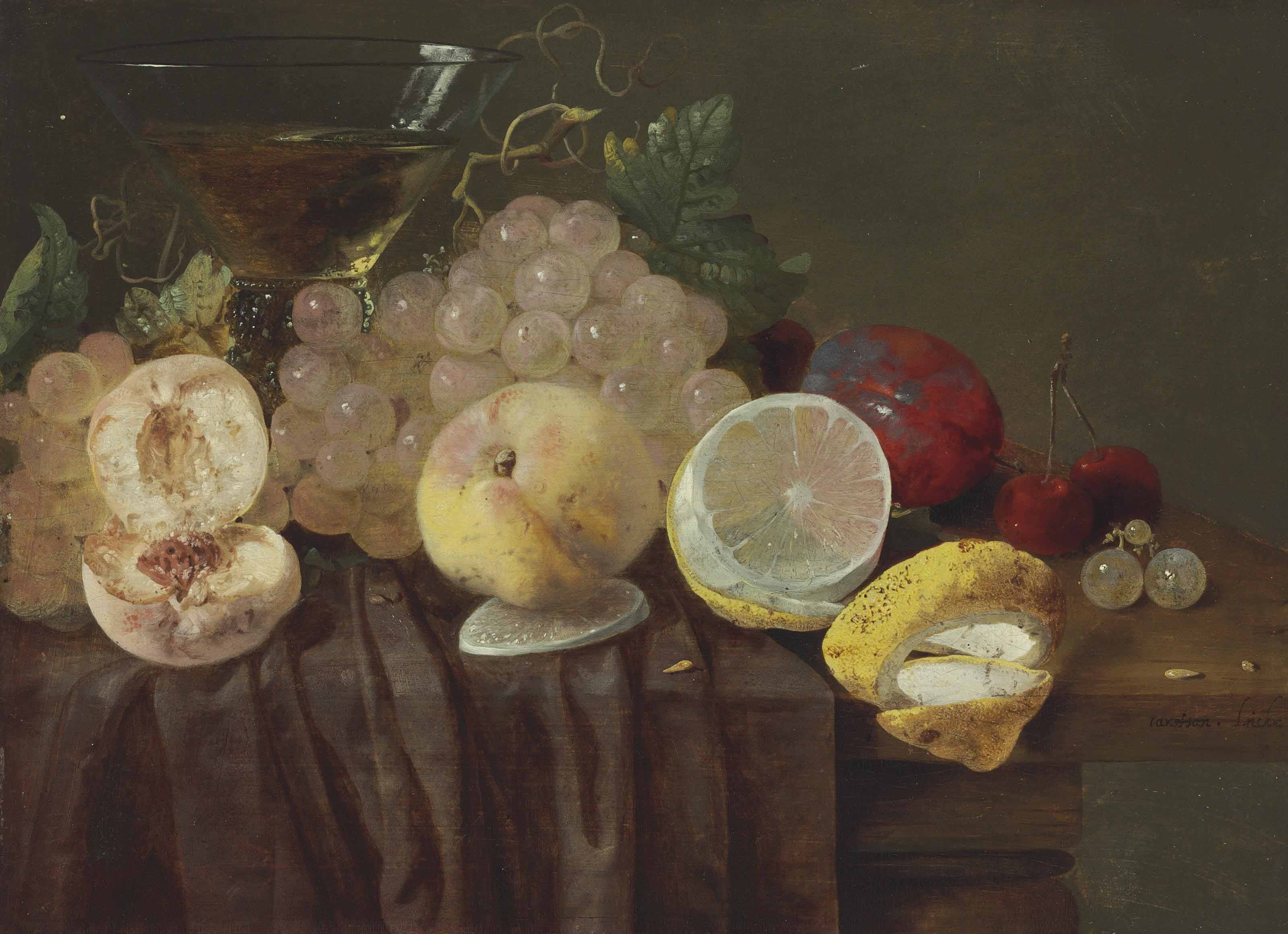
Früchtestillleben und ein Römer mit Wein, sign., 24,8 × 34,3 cm, in Auktion bei Christie’s, New York, 29. Januar 2015, lot 273
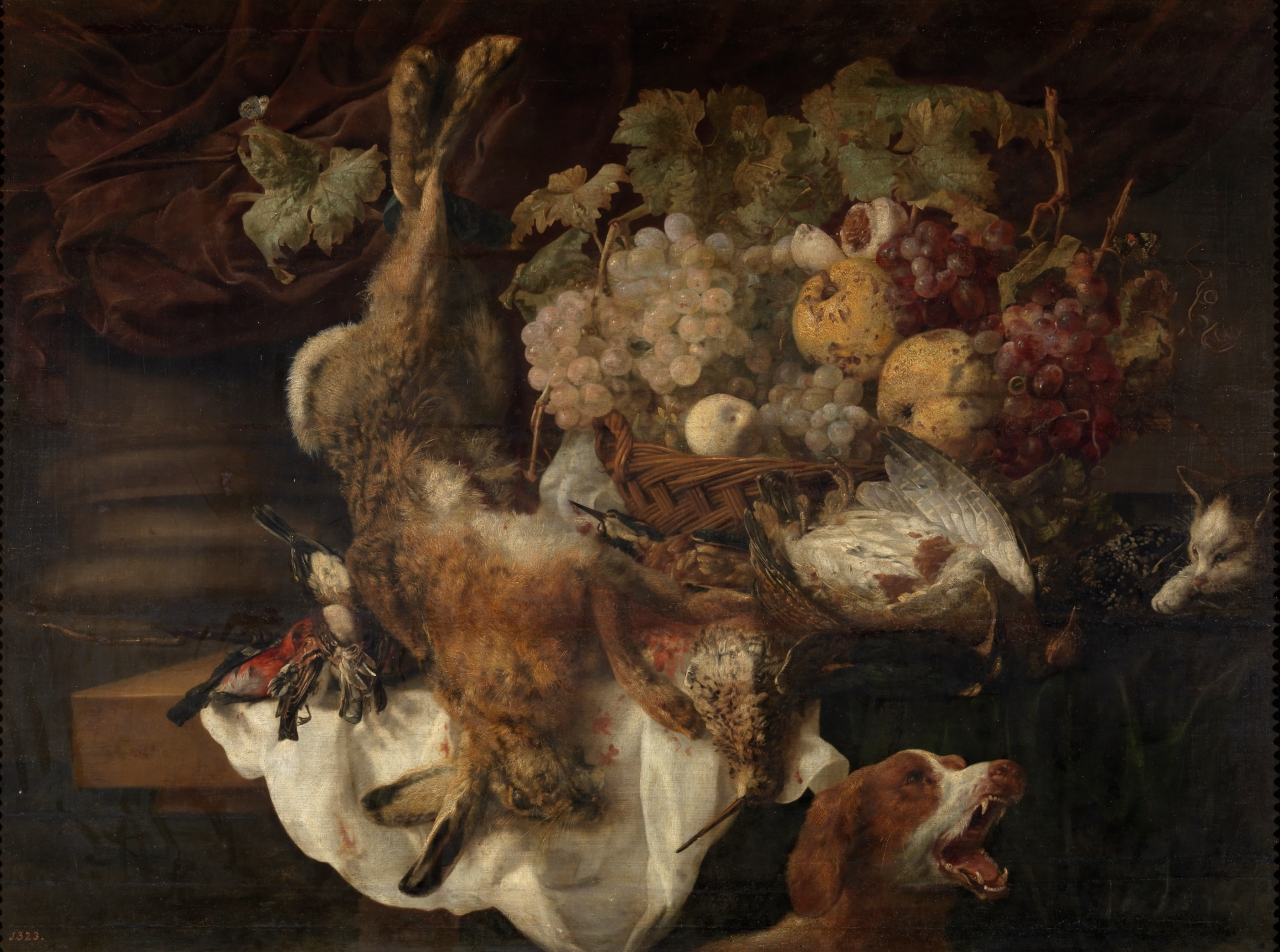
Stillleben mit Wildbret, Früchten, einem Hund und einer Katze, sign., Öl auf Holz, 77 × 112 cm, Madrid, Prado